# Béatrice de Montlhéry
Béatrice de Montlhéry ou Agnès de Montlhéry ou Agnès de Rochefort, comtesse de Rochefort-en-Yvelines, dame de Gournay-sur-Marne et de Gometz-le-Châtel, est la fille de Gui Ier de Montlhéry et Hodierne de Gometz, fille de Guillaume de Gometz, seigneur de Gometz.

## Biographie
Mariée à Anseau de Garlande, grand sénéchal de France avec qui, elle aura :
- Agnès de Garlande (1112 - † 1143) mariée à Amaury III de Montfort, puis peut-être à Robert Ier de Dreux dit Robert de France, Comte de Dreux[2].

Elle est également signalée comme ayant épousé Hervé Ier de Gallardon (mort en 1092), dont elle a eu un fils : Hugues de Gallardon, qui est donc le neveu d'Alix de Montlhéry (vers 1040-après 1097, dame de Villepreux, fille de Gui Ier de Montlhéry et Hodierne de Gometz ; sœur de Béatrice), la femme d’Hugues Blavons du Puiset. 
À moins qu'il y ait confusion entre deux Béatrice, la tante et la nièce : la tante serait celle de cet article, dame d'Auneau, fille de Guy Ier de Montlhéry et d'Hodierne, et femme d'Hervé Ier de Gallardon ; la nièce, fille de Gui Ier le Rouge de Rochefort — fils cadet de Guy Ier de Montlhéry — serait l'épouse du sénéchal Anseau, d'où la suite des sires de Rochefort.